# Venom (2018)
Venom is een Amerikaanse superheldenfilm uit 2018, geregisseerd door Ruben Fleischer, gebaseerd op het gelijknamige personage uit de strips van Marvel Comics.

## Verhaal
Tijdens het verkennen van de ruimte voor nieuwe bewoonbare werelden, ontdekt een sonde van de biotechnologische onderneming Life Foundation een komeet bedekt met symbiotische levensvormen. De sonde keert terug naar de aarde met vier monsters, maar één ontsnapt en zorgt ervoor dat het schip in Maleisië neerstort. De Life Foundation herstelt de andere drie en vervoert ze naar hun onderzoeksfaciliteit in San Francisco, waar ze ontdekken dat de symbioten niet kunnen overleven zonder zuurstof-ademende gastheren, die de symbiose vaak fataal afwijzen. 
Onderzoeksjournalist Eddie Brock leest over deze menselijke processen in een geheim document in het bezit van zijn verloofde Anne Weying, een advocaat die een rechtszaak voorbereidt voor de Life Foundation. Brock confronteert de CEO van Life Foundation (Carlton Drake) met de bevindingen, waardoor zowel Brock als Weying hun baan verliezen. Weying beëindigt hun relatie als gevolg.
Zes maanden later zijn Drakes symbioseproeven dichter bij succes, hoewel een van zijn symbioses sterft als gevolg van onzorgvuldigheid. Brock wordt benaderd door Dora Skirth, een van Drakes wetenschappers die het niet eens is met zijn methoden en hem wil ontmaskeren. Ze helpt Brock in te breken in de onderzoeksfaciliteit om naar bewijs te zoeken, en hij ontdekt dat een kennis van hem, een dakloze vrouw genaamd Maria, een van de proefpersonen is. Brock probeert Maria te redden, maar de symbioot die haar bezit, wordt overgebracht naar zijn lichaam zonder dat hij het beseft, waardoor zij dood achterblijft. Brock ontsnapt en begint al snel vreemde symptomen te vertonen. Hij vraagt Weying om hulp en haar nieuwe vriend, Dr. Dan Lewis, ontdekt de symbioot bij het onderzoeken van Brock. Drake stelt Skirth bloot aan de resterende symbioot in gevangenschap en doodt beide. Dit laat de symbioot in Brock achter als het enige bekende overlevende exemplaar.
Drake stuurt huurlingen om de symbioot van Brock op te halen, maar het manifesteert zich rond zijn lichaam als een monsterlijk wezen dat de aanvallers afvecht. Het stelt zichzelf later aan Brock voor als Venom, en legt uit dat de komeet op zoek is naar planeten waar de symbioten de bewoners kunnen bezitten en verslinden. Venom biedt aan Brock te sparen als hij de symbioten helpt hun doel te bereiken, en Brock geniet van de bovenmenselijke eigenschappen waarmee de symbioot hem doordrenkt. 
Brock breekt in op zijn oude werkplek om het bewijs van Drakes misdaden in te leveren, maar wordt omringd door SWAT-agenten en moet zich transformeren om te ontsnappen. Weying is getuige van deze transformatie en neemt Brock mee terug naar Lewis' kantoor, waar ze uitleggen dat de symbioot langzaam de interne organen van Brock aan het verteren is. Brock merkt op dat de symbioot twee zwakke punten heeft: hoge geluiden en vuur. Hoewel Venom beweert dat de orgaanschade ongedaan kan worden gemaakt, gebruikt Weying een MRI-machine om Brock te helpen zich los te maken van de symbioot. Brock wordt vervolgens gevangen genomen door Drakes mannen.
Ondertussen baant de vierde symbioot, Riot, zijn weg van Maleisië naar San Francisco door van lichaam tot lichaam te springen. Het verbindt zich met Drake, die ermee instemt om Riot in a Life Foundation-ruimtesonde te nemen om de rest van de symbioten te verzamelen en naar de aarde te brengen. Weying maakt met tegenzin een band met Venom zodat ze Brock kunnen bevrijden. Wanneer Brock en Venom weer verbonden zijn, zegt de laatste dat hij overtuigd is om de aarde te helpen beschermen tegen zijn soort door zijn interacties met Brock, en het paar probeert Riot en Drake te stoppen met de hulp van Weying. Venom beschadigt de sonde tijdens het opstijgen, waardoor deze explodeert en zowel Riot als Drake doodt. 
Na het incident keert Brock terug naar de journalistiek, terwijl Weying gelooft dat Brock hierna niet langer verbonden is met Venom en dat Venom ook stierf bij de explosie. Het paar blijft echter in het geheim verbonden en probeert San Francisco te beschermen door criminelen te doden.
In een scène halverwege de aftiteling wordt Brock uitgenodigd om de gedetineerde seriemoordenaar Cletus Kasady te interviewen, die "bloedbad" belooft wanneer hij ontsnapt.

## Rolverdeling
| Acteur            | Personage                    |
| ----------------- | ---------------------------- |
| Tom Hardy         | Eddie Brock / Venom          |
| Michelle Williams | Anne Weying / She-Venom      |
| Riz Ahmed         | Carlton Drake / Riot         |
| Jenny Slate       | Dr. Dora Skirth              |
| Scott Haze        | Roland Treece                |
| Reid Scott        | Dr. Dan Lewis                |
| Malcolm C. Murray | Lewis Donate                 |
| Melora Walters    | Maria / Venom-gastheer       |
| Sope Aluko        | Dr. Collins                  |
| Wayne Pére        | Dr. Emerson                  |
| Chris O'Hara      | John Jameson / Riot-gastheer |
| Peggy Lu          | Mrs. Chen                    |
| Scott Deckert     | Brocks buurman               |
| Amelia Young      | Allie                        |
| Ron Cephas Jones  | Brocks baas (onvermeld)      |
| Zeva DuVall       | Meisje / Riot-gastheer       |
| Woody Harrelson   | Cletus Kasady (cameo)        |

## Productie

### Ontwikkeling
Venom kwam een eerste keer voor als tegenstander van Spider-Man in Spider-Man 3 in 2007. Producer Avi Arad kondigde in juli 2007 aan dat hij plannen had om een spin-off te maken met Venom in de hoofdrol. In december 2013 werd aangekondigd dat The Amazing Spider-Man 2 een begin zou zijn van een nieuwe Spider-Man-franchise met onder andere films over Venom en The Sinister Six. In 2015 werden al deze plannen geschrapt door Sony Pictures en werd er gefocust op een reboot in samenwerking met Marvel Studios.
Venom werd in maart 2016 opnieuw bovengehaald met Avi Arad en Matt Tolmach als producenten en Dante Harper als scenarioschrijver. Dit keer als een opzichzelfstaande film, onafhankelijk van de nieuwe Spider-Manfilms van Sony of Marvel, en mogelijk het begin van een nieuwe eigen franchise.
Marvel Studios is niet betrokken bij het project en heeft geen plannen om deze film te integreren in het Marvel Cinematic Universe hoewel hij zich in dezelfde wereld als de MCU-films afspeelt.
In mei 2017 kondigde Sony aan dat Tom Hardy de hoofdrol zou spelen van de antiheld Eddie Brock en dat de regie in handen kwam van Ruben Fleisher. De releasedatum werd voorzien op 5 oktober 2018 en de filmopnamen zouden van start gaan in de herfst van 2017. Dit zou de eerste film zijn in een nieuw Sony Marvel Universe. In augustus 2017 werd aangekondigd dat er gesprekken waren met Riz Ahmed en dat het scenario zou worden geschreven door Scott Rosenberg en Jeff Pinkner. In september 2017 voegde Michelle Williams zich bij de cast.
Componist Ludwig Goransson die onder andere de muziek van Black Panther componeerde werd in maart 2018 bevestigd voor de filmmuziek.

### Vervolg
In 2018 werd bekendgemaakt dat er een vervolgfilm in ontwikkeling was. De titel van de film werd in oktober 2019 bekendgemaakt, de titel van de film werd Venom: Let There Be Carnage.

## Filmopnamen
De filmopnamen gingen van start op 23 oktober 2017 en er werd gefilmd in Atlanta, New York en San Francisco. Matthew Libatique, cameraman van onder andere de Iron Man-films werd aangetrokken, Oliver Scholl voor het productieontwerp en Will Beall als extra scenarioschrijver.

## Release
De première van de film vond plaats op 1 oktober 2018 in het Regency Village Theater in Westwood, Los Angeles.